# Новослободськ
Новослободськ (рос. Новослободск) — село в Думіницькому районі Калузької області Російської Федерації.
Населення становить 1395 осіб. Входить до складу муніципального утворення Село Новослободськ.

## Історія
Від 2004 року входить до складу муніципального утворення Село Новослободськ.

## Населення
| 2002 | 2010  |
| ---- | ----- |
| 1342 | ↗1395 |